# Софіївська сільська рада (Компаніївський район)
| Софіївська сільська рада — колишній орган місцевого самоврядування у Компаніївському районі Кіровоградської області з адміністративним центром у с. Софіївка. Сільській раді підпорядковані населені пункти: - с. Софіївка - с. Покровка |

## Склад ради
Рада складається з 14 депутатів та голови.

### Керівний склад ради
| ПІБ                        | Основні відомості                                                                     | Дата обрання | Дата звільнення |
| -------------------------- | ------------------------------------------------------------------------------------- | ------------ | --------------- |
| Побігайло Віктор Романович | Сільський голова, 1950 року народження, освіта, безпартійний                          | 26.03.2006   | 31.10.2010      |
| Сичов Юрій Володимирович   | Сільський голова, 1962 року народження, освіта середня загальна, член народної партії | 31.10.2010   |                 |

Примітка: таблиця складена за даними джерела

## Населення
Згідно з переписом УРСР 1989 року чисельність наявного населення сільської ради становила 763 особи, з яких 337 чоловіків та 426 жінок.
За переписом населення України 2001 року в сільській раді мешкали 634 особи.

### Мова
Розподіл населення за рідною мовою за даними перепису 2001 року:
| Мова       | Відсоток |
| ---------- | -------- |
| українська | 94,03 %  |
| російська  | 2,52 %   |
| молдовська | 1,10 %   |
| білоруська | 0,47 %   |
| болгарська | 0,16 %   |
| інші       | 1,72 %   |